# Shāl
Shāl (persiska: شال, چال, شَهرِ شال, Shahr-e Shāl) är en ort i Iran.   Den ligger i provinsen Qazvin, i den nordvästra delen av landet, 150 km väster om huvudstaden Teheran. Shāl ligger 1 276 meter över havet och antalet invånare är 15 104.
Terrängen runt Shāl är platt, och sluttar brant österut.Runt Shāl är det ganska tätbefolkat, med 108 invånare per kvadratkilometer. Shāl är det största samhället i trakten. Trakten runt Shāl består i huvudsak av gräsmarker.